# Marin Barišić
Marin Barišić (ur. 24 marca 1947 w Vidonju) – chorwacki duchowny katolicki, arcybiskup archidiecezji splicko-makarskiej w latach 2000-2022.

## Życiorys
Święcenia kapłańskie otrzymał 14 lipca 1974.

## Episkopat
3 sierpnia 1993 papież Jan Paweł II mianował go biskupem pomocniczym archidiecezji Split-Makarska ze stolicą tytularną Feradi Maius. Sakry biskupiej 17 października 1993 udzielił mu abp Ante Jurić.
21 czerwca 2000 został ordynariuszem Splitu-Makarskiej.
13 maja 2022 papież Franciszek przyjął jego rezygnację z funkcji ordynariusza archidiecezji splicko-makarskiej.